# 基林吉訥梅

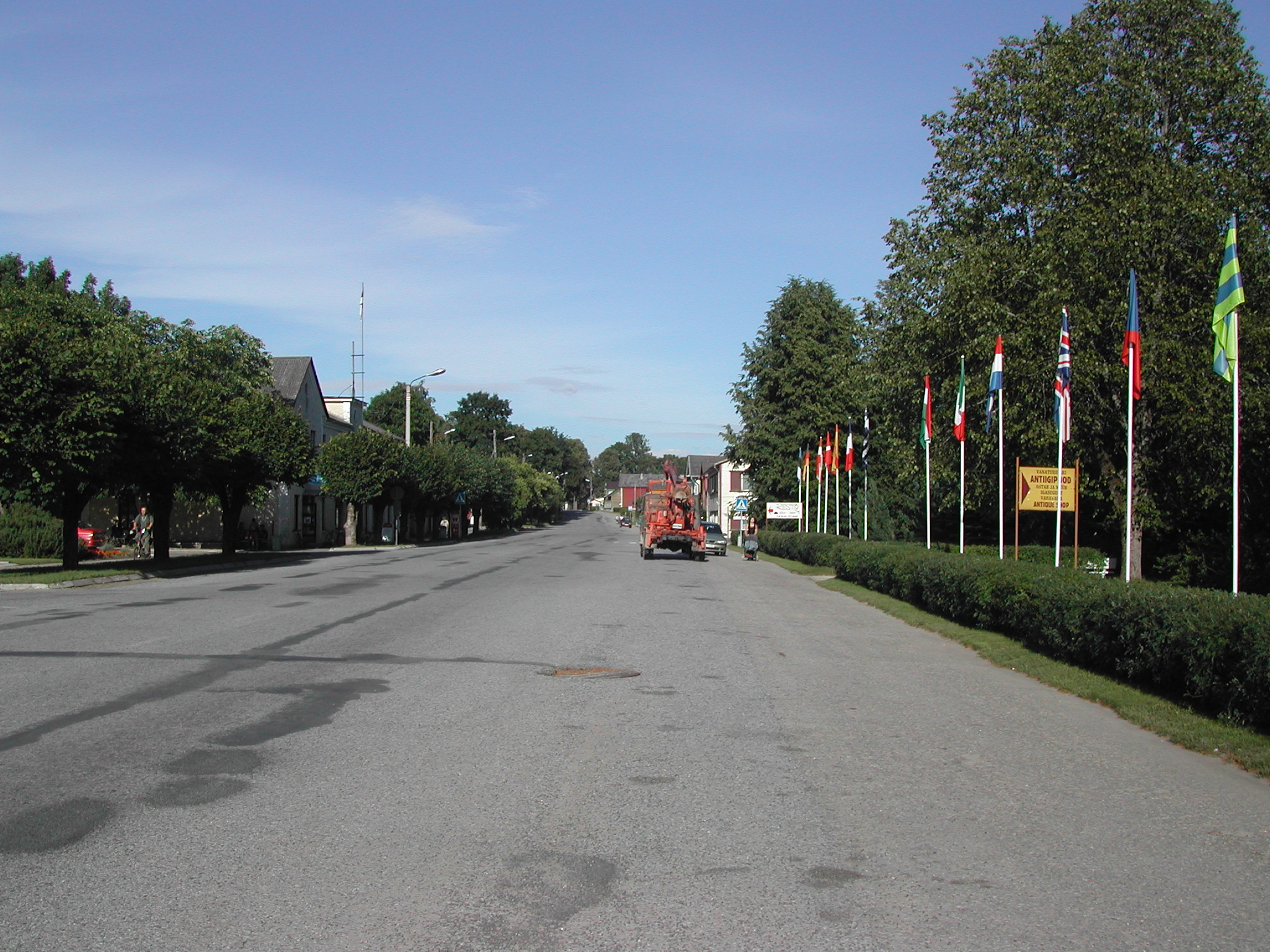
基林吉讷梅的街道

基林吉讷梅是愛沙尼亞派爾努縣薩爾德市镇内的非独立市及其行政中心，位於派爾努東南40公里，海拔高度37米，面積4.3平方公里，該市被35,562公畝的森林包圍，2010年人口2,295。